# Rhododendron cyatheicolum
Rhododendron cyatheicolum är en ljungväxtart som beskrevs av Herman Otto Sleumer. Rhododendron cyatheicolum ingår i släktet rododendron, och familjen ljungväxter. Inga underarter finns listade i Catalogue of Life.